# Еозинофилни фасциитис
Еозинофилни фасциитис (ЕФ) такође познат као Шулманов синдром, инфламаторна je болест која захвата фасцију, друга везивна ткива, околне мишиће, крвне судове и нерве. За разлику од других облика фасциитиса, еозинофилни фасциитис је типично самоограниченa болест локализована на рукама и ногама. Иако може захтевати лечење кортикостероидима, неки случајеви су повезани са апластичном анемијом. 
Иако се болест примарно јавља углавном код мушкараца средњих година, може се јавити и код жена и деце.

## Етиологија
Узрок ЕФ је непознат. Ретки случајеви су се десили након узимања суплемената Л-триптофана. Код болесника са овим стањем, бела крвна зрнца, названа еозинофили, накупљају се у мишићима и ткивима. Еозинофили су повезани са алергијским реакцијама. Синдром је чешћи код људи старости од 30 до 60 година.

## Патогенеза
Иако се тачан узрок еозинофилног фасциитиса незна, сматра се  да поремећај настаје услед неспецифичног покретачког догађаја који изазива абнормални одговор имуног система, посебно абнормалну алергијску или инфламаторну реакцију. Овај абнормални одговор изазива прекомерну производњу и акумулацију еозинофила и других белих крвних зрнаца у одређеним ткивима тела. Тачан разлог за ову прекомерну производњу и акумулацију није у потпуности схваћен.
Истраживачи су спекулисали да излагање одређеним токсинима, лековима као што су симвастатин или фенитоин, или другим факторима животне средине укључујући инфективне агенсе  може играти улогу у развоју еозинофилног фасциитиса. Такви фактори животне средине могу бити основни узрок абнормалног инфламаторног одговора у захваћеном ткиву.
Неки научници верују да еозинофилни фасциитис може бити варијанта склеродерме или морфеје (локализована склеродерма). Ове ретке поремећаје карактерише отврдњавање и задебљање коже и околног ткива, често због квара имуног система.
Неки случајеви еозинофилног фасциитиса повезани су са уносом дијететског суплемента познатог као Л-триптофан. Триптофан је есенцијална аминокиселина која се налази у бројним намирницама, укључујући живину и коришћена је као помоћ при спавању или за лечење депресије. Године 1989. гутање Л-триптофана је повезано са епидемијом поремећаја познатог као синдром еозинофилије-мијалгије.
Неки извештаји сугеришу да еозинофилни фасциитис може бити повезан са екстремном физичком активношћу, јер су се неки случајеви развили након напорног вежбања (еозинофилни фасциитис изазван вежбањем). Траума је такође повезана са овим поремећајем.
У неким случајевима, еозинофилни фасциитис може бити повезан са другим поремећајем као што је стечена апластична анемија, хемолитичка анемија, мијелодиспластични синдроми, мијелопролиферативни поремећаји, лимфом, леукемија, поремећаји штитне жлезде и примарна билијарна цироза. Однос између ових поремећаја и еозинофилног фасциитиса, ако га има, није у потпуности схваћен.

## Клиничка слика
Болест често почиње након напорне физичке активности (нпр. цепање дрва). Почетне карактеристике су бол, оток и упала коже и поткожног ткива, након чега следи индурација, стварајући карактеристичну конфигурацију наранџасте коре која је најочигледнија на предњим површинама екстремитета. Лице и труп су повремено захваћени. Ограничење кретања руку и ногу обично се развија подмукло. Контрактуре се обично развијају, секундарно након индурације и задебљања фасције, али процес може укључивати и тетиве, синовијалне мембране и мишиће. Типично, еозинофилни фасциитис не укључује прсте на рукама и ногама (акралне области). Снага мишића није нарушена, али се могу јавити мијалгија и артритис. Може се појавити и синдром карпалног тунела.
Умор и губитак тежине су чести. Ретко се развија апластична анемија, тромбоцитопенија и лимфопролиферативни процеси.

## Дијагноза
Код пацијената са типичним симптомима треба посумњати на еозинофилни фасциитис. Кожне манифестације могу указивати на:
- системску склерозу (мада пацијенти са системском склерозом обично имају захваћеност дисталне коже често са телангиектазијом)

- Рејноовокм синдром,

- абнормалне промене на прегибу ноктију на капилароскопији (укључујући ектатичне капиларне петље и испадања, као и периунгуалне хеморагије)

- висцералним променама (нпр. езофагус). Они су обично одсутни код еозинофилног фасциитиса.

Биопсија
Дијагноза еозинофилног фасциитиса потврђује се биопсијом, која треба да буде довољно дубока да укључи фасцију и суседна мишићна влакна. Карактеристични налази су запаљење фасције, са или без еозинофила.
Тестови крви
Тестови крви нису дијагностички, али комплетна крвна слика (ККС) обично показује еозинофилију (у раној активној болести), а електрофореза серумских протеина показује поликлоналну хипергамаглобулинемију код око једне трећине пацијената. Међутим, већина ових пацијената има моноклонску гамопатију ниског ризика која ретко напредује до отвореног хематолошког малигнитета.
Магнетна резонантна томографија (МРТ)
МРТ, иако није специфичан, може показати задебљану фасцију, са повећаним интензитетом сигнала у површинским мишићним влакнима који су у корелацији са упалом.

## Терапија
Већина пацијената брзо реагује на високе дозе преднизона (40 до 60 мг једном дневно, након чега следи постепено смањење на 5 до 10 мг дневно чим се фасциитис повуче). Континуиране ниске дозе могу бити потребне неколико година. Упркос недостатку контролисаних испитивања лекова који би водили терапију, подаци из опсервација су показали да је већа вероватноћа да ће комбинација кортикостероида и метотрексата довести до потпуног одговора на лечење него само кортикостероиди. Ако је метотрексат контраиндикован, могу се користити и други лекови као што су азатиоприн или микофенолат мофетил.
Физикална терапија може помоћи код контрактура флексије.
Саветује се праћење комплетне крвне слике јер се повремено јављају хематолошке компликације.
Хируршко ослобађање контракција и карпалног тунела може бити неопходно.
Ако се користи комбинована имуносупресивна терапија , пацијентима треба дати профилаксу опортунистичких инфекција, као што је Пнеумоцистис јировеции, и вакцине против уобичајених инфекција (нпр. стрептококна пнеумоније код ковида 19).

## Прогноза
Иако дужина трајања и исход  еозинофилног фасциитиса  варира, болест се често самоограничава након адекватног лечења.